# Felip Monsieur
Felip Monsieur (francès: Philippe de Bourgogne)  (10 de novembre de 1323 - Gulhon, 10 d'agost de 1346) Felip de Borgonya fou infant del Ducat de Borgonya i comte d'Alvèrnia i Boulogne (1338-1346).

## Biografia
Felip, nascut el 10 de novembre de 1323, era l'únic fill i hereu del duc Eudes IV de Borgonya i la seva esposa, la comtessa Joana III de Borgonya, filla del rei Felip V de França  i de Joana III de Borgonya. Era net per línia paterna del duc Robert II de Borgonya i Agnès de França, i per línia materna del rei Felip V de França i la comtessa Joana II de Borgonya. El 26 de setembre de 1338 es casà amb la comtessa Joana d'Alvèrnia, del qual en fou el primer espòs. D'aquesta unió van néixer: La infanta Joana de Borgonya (1344-1360, la infanta Margarida de Borgonya (1345, morta jove en data imprecisa), l'infant Felip I de Borgonya (1346-1361), comte i duc de Borgonya. El 1346 participant en el setge d'Agulhon, al costat del príncep Joan de França, morí en una caiguda del seu cavall. El seu fill Felip serà el successor dels seus pares als seus dominis comtals i ducals.